# Herald Sun Tour

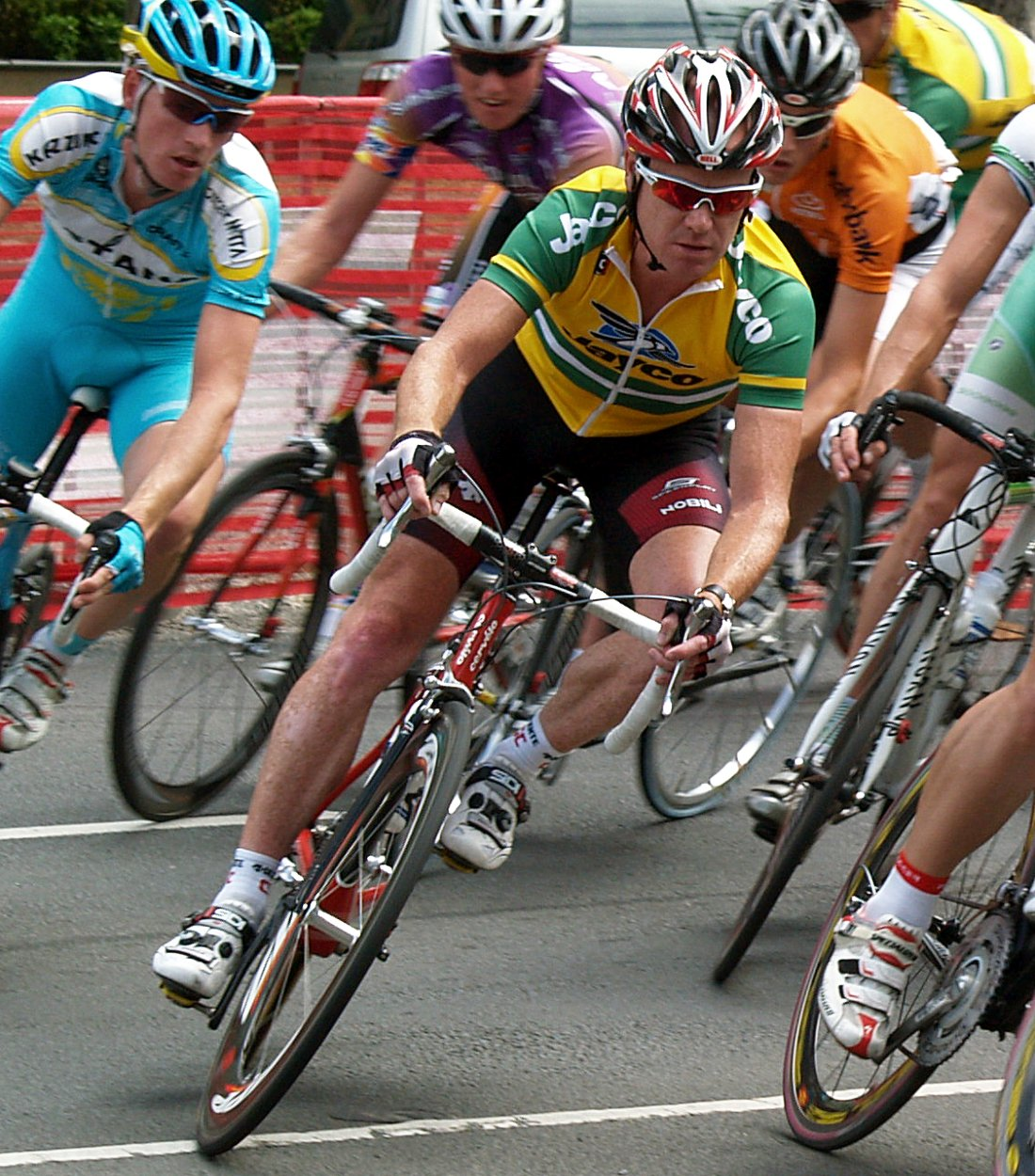
Stuart O'Grady al Herald Sun Tour del 2007

La Herald Sun Tour (també anomenat Jayco Herald Sun Tour) és un cursa ciclista per etapes que es disputa anualment a l'estat de Victòria d'Austràlia, als voltants de Melbourne. És la cursa per etapes més antiga del país, en disputar-se, ininterrompudament, des del 1952 fins al 2020. Entre el 2021 i el 2023 la cursa no es disputà per culpa de la pandèmia de COVID-19. Les primeres edicions foren dominades pels ciclistes locals i no serà fins al 1985 quan guanyi la cursa un ciclista forà.
La cursa consta de sis etapes, una d'elles contrarellotge i es disputà durant el mes d'octubre fins al 2013, quan passà a disputar-se al gener. El primer vencedor fou l'australià Keith Rowley, mentre que el rècord de victòries es troba en possessió de Barry Waddell, amb cinc.
Des del 2018 es disputa un cursa femenina.

## Palmarès
| Any  | Vencedor           | Segon              | Tercer               |
| ---- | ------------------ | ------------------ | -------------------- |
| 1952 | Keith Rowley       | Keith Rowley       | Jack Hoobin          |
| 1953 | Basil Halsall      | Hec Sutherland     | Reginald Arnold      |
| 1954 | Hec Sutherland     | Cesare Pivato      | Eddie Smith          |
| 1955 | Allan Geddes       | Eddie Smith        | Hec Sutherland       |
| 1956 | George Goodwin     | Peter Panton       | Peter Anthony        |
| 1957 | Russell Mockridge  | George Goodwin     | Jack McDonough       |
| 1958 | John Young         | Peter Panton       | Ron Murray           |
| 1959 | Peter Panton       | Vin Beasley        | Bill Knevitt         |
| 1960 | Peter Panton       | John Young         | Bill Knevitt         |
| 1961 | John Young         | Jack McDonough     | Vic Roberts          |
| 1962 | Bill Knevitt       | Klaus Stiefler     | Peter Panton         |
| 1963 | Bill Lawrie        | Peter Panton       | Bill Knevitt         |
| 1964 | Barry Waddell      | John Young         | Robert Panter        |
| 1965 | Barry Waddell      | Graham Rowley      | Ian Grindlay         |
| 1966 | Barry Waddell      | Graeme Gilmore     | Glen Bermingham      |
| 1967 | Barry Waddell      | Bob Whetters       | Robert Panter        |
| 1968 | Barry Waddell      | Ian Stringer       | Keith Oliver         |
| 1969 | Keith Oliver       | Graham McVilly     | Ken Evans            |
| 1970 | Trevor Williamson  | Graham McVilly     | Ken Evans            |
| 1971 | Graham Mac Villy   | Ken Evans          | Frank Atkins         |
| 1972 | Ken Evans          | Vic Adams          | Kerry Gawley         |
| 1973 | Graham Mac Villy   | Ken Evans          | Frank Atkins         |
| 1974 | Graham Mac Villy   | Ken Evans          | John Knight          |
| 1975 | John Trevorrow     | Donald Allan       | Don Wilson           |
| 1976 | Peter Besanko      | Wayne Roberts      | Tony McCaig          |
| 1977 | John Trevorrow     | Terry Stacey       | Terry Hammond        |
| 1978 | Terry Hammond      | Clyde Sefton       | Ken Evans            |
| 1979 | John Trevorrow     | Terry Hammond      | Peter Besanko        |
| 1980 | David Allan        | Terry Stacey       | Tony McCaig          |
| 1981 | Clyde Sefton       | Peter Besanko      | Murray Hall          |
| 1982 | Terry Hammond      | Clyde Sefton       | Tony McCaig          |
| 1983 | Shane Sutton       | Terry Hammond      | Eric Vandeperre      |
| 1984 | Gary Sutton        | Peter Besanko      | Gery Verlinden       |
| 1985 | Malcolm Elliott    | Jan Bogaert        | William Tackaert     |
| 1986 | Neil Stephens      | Alan Peiper        | Malcolm Elliott      |
| 1987 | Stefano Tomasini   | Neil Stephens      | Gary Trowell         |
| 1988 | Adri van der Poel  | Neil Stephens      | Stefano Tomasini     |
| 1989 | Marcel Arntz       | Stephen Hodge      | Udo Bölts            |
| 1990 | Udo Bölts          | John Clay          | Neil Stephens        |
| 1991 | Michael Engleman   | John Talen         | Udo Bölts            |
| 1992 | Bart Bowen         | Dick Dekker        | Roland Leclerc       |
| 1993 | David Mann         | Brian Walton       | Udo Bölts            |
| 1994 | Christian Henn     | Daniele Nardello   | Marcel Wust          |
| 1995 | Andy Bishop        | Scott Mercier      | Henk Vogels          |
| 1996 | Scott Moninger     | Stephen Hodge      | Henk Vogels          |
| 1997 | Norman Alvis       | Trent Klasna       | Scott McGrory        |
| 1998 | Alessandro Pozzi   | Tristan Priem      | Jaroslav Bilek       |
| 1999 | Michael Blaudzun   | Tomas Konečný      | Jan Hruška           |
| 2000 | Eugen Wacker       | Scott Moninger     | Andy de Smet         |
| 2001 | Peter Wrolich      | Zbigniew Piatek    | Remigius Lupeikis    |
| 2002 | Baden Cooke        | Alan Iacuone       | Jonas Ljungblad      |
| 2003 | Tim Johnson        | Luke Roberts       | Scott Guyton         |
| 2004 | Jonas Ljungblad    | David McKenzie     | Ben Brooks           |
| 2005 | Simon Gerrans      | Dominique Perras   | David McCann         |
| 2006 | Simon Gerrans      | Chris Jongewaard   | David McCann         |
| 2007 | Matthew Wilson     | Steve Morabito     | Trent Lowe           |
| 2008 | Stuart O'Grady     | Lars Bak           | Benjamin Day         |
| 2009 | Bradley Wiggins    | Christopher Sutton | Jonathan Cantwell    |
| 2010 | no disputada       | no disputada       | no disputada         |
| 2011 | Nathan Haas        | Jack Bobridge      | Jonas Aaen Jørgensen |
| 2012 | no disputada       | no disputada       | no disputada         |
| 2013 | Calvin Watson      | Aaron Donnelly     | Josh Atskins         |
| 2014 | Simon Clarke       | Cameron Wurf       | Jack Haig            |
| 2015 | Cameron Meyer      | Patrick Bevin      | Joseph Cooper        |
| 2016 | Christopher Froome | Peter Kennaugh     | Damien Howson        |
| 2017 | Damien Howson      | Jai Hindley        | Kenny Elissonde      |
| 2018 | Esteban Chaves     | Cameron Meyer      | Damien Howson        |
| 2019 | Dylan van Baarle   | Nick Schultz       | Michael Woods        |
| 2020 | Jai Hindley        | Sebastian Berwick  | Damien Howson        |